# Ders
A Ders szláv eredetű régi magyar személynév. Pontosabb eredete és jelentése bizonytalan.

## Rokon nevek
- Derzs:[1] a Ders alakváltozata.[2]

## Gyakorisága
Az 1990-es években a Ders és Derzs szórványos név, a 2000-es években nem szerepelnek a 100 leggyakoribb férfinév között.

## Névnapok
- március 25.[2]
- december 14.[2]